# Xã Tom, Quận Benton, Missouri
Xã Tom (tiếng Anh: Tom Township) là một xã thuộc quận Benton, tiểu bang Missouri, Hoa Kỳ. Năm 2010, dân số của xã này là 2.232 người.